# Pseuderanthemum pumilum
Pseuderanthemum pumilum är en akantusväxtart som beskrevs av Gustav Lindau. Pseuderanthemum pumilum ingår i släktet Pseuderanthemum och familjen akantusväxter. Inga underarter finns listade i Catalogue of Life.